# صموئيل هيتشكوك
صموئيل هيتشكوك (بالإنجليزية: Samuel Hitchcock)‏ (و. 1755 – 1813 م) هو محام، وقاض، وسياسي من الولايات المتحدة الأمريكية .

## التعليم
تعلم في جامعة هارفارد.